# Trichinella britovi
Trichinella britovi – gatunek pasożytniczego nicienia z rodziny Trichinellidae. Tak jak pozostałe gatunki z rodzaju Trichinella jest jednym z najgroźniejszych pasożytów człowieka – wywołuje chorobę włośnicę (trychinozę). Należy do gatunków włośni otorbiających się w mięśniach (jedynym gatunkiem występującym w Europie, który nie posiada takiej zdolności jest Trichinella pseudospiralis).
Ze względu na duże podobieństwo do Trichinella spiralis i innych gatunków z rodzaju Trichinella larwy te można odróżnić tylko za pomocą badań molekuralnych - PCR.
Choć nie posiada swojego polskiego odpowiednika często nazywany jest włośniem.

## Występowanie
T. britovi swoim zasięgiem obejmuje całą Europę. Powszechnie występuje u lisów w takich krajach jak: Szwajcaria, Węgry, Słowacja, Litwa, Łotwa, Estonia, Portugalia, a także na Sardynii. Był notowany u dzików na Słowacji, Węgrzech, Litwie, na Bałkanach (w Bośni i Harcegowinie i Serbii) oraz we Włoszech, a także u świń na Litwie i Łotwie. 
W Polsce larwy wykryto u dzików, lisów, wilków, jenotów. Ponadto uważa się, że duże znaczenie w transmisji pasożyta odgrywają gryzonie (myszy, szczury) oraz łasicowate – kuny leśne, tchórze i borsuki.
Najczęściej pasożyt notowany jest u dzików, ze względu na częste badanie mięsa przeznaczonego do konsumpcji.
Ponadto larwy T. britovi były notowane poza Europą: u szakali złocistych w Iranie oraz u zwierząt w Afryce Subsaharyjskiej.

## Cykl rozwojowy
Cykl rozwojowy wygląda identycznie jak w przypadku T. spiralis. T. britovi również należy do pasożytów poliskenicznych.
Uznaje się, że żywiciel pośredni tego pasożyta jest jednocześnie żywicielem ostatecznym.
Do niedawna dominował pogląd, że dużą rolę w przetrwaniu pasożyta w środowisku odgrywają gryzonie. Najnowsze badania podważają jednak tę teorię.

## Źródła zarażenia
Przyczyną zachorowań u ludzi na włośnicę jest spożywanie surowego lub niedogotowanego mięsa.
Zagrożenie takie wzrasta w przypadku spożycia dziczyzny, mięsa o nieznanym pochodzeniu oraz mięsa od zwierząt dzikich, świń i koni nie przebadanego przez służby weterynaryjne.